# Benetton B198
O  B198 é o modelo da Benetton na temporada de 1998 da Fórmula 1. Condutores: Giancarlo Fisichella e Alexander Wurz.

## Resultados[2]
(legenda) (em negrito indica pole position e itálico volta mais rápida)
| Ano  | Chassi | Motor                | Pneus | N° | Pilotos              | 1   | 2   | 3   | 4   | 5   | 6   | 7   | 8   | 9   | 10  | 11  | 12  | 13  | 14  | 15  | 16  | Pontos | Posição |  |
| ---- | ------ | -------------------- | ----- | -- | -------------------- | --- | --- | --- | --- | --- | --- | --- | --- | --- | --- | --- | --- | --- | --- | --- | --- | ------ | ------- |  |
|      |        |                      |       |    |                      |     |     |     |     |     |     |     |     |     |     |     |     |     |     |     |     |        |         |  |
|      |        |                      |       |    |                      | AUS | BRA | ARG | SMR | ESP | MON | CAN | FRA | GBR | AUT | GER | HUN | BEL | ITA | LUX | JAP |        |         |  |
| 1998 | B198   | Playlife GC37-01 V10 | B     | 5  | Giancarlo Fisichella | Ret | 6   | 7   | Ret | Ret | 2   | 2   | 9   | 5   | Ret | 7   | 8   | Ret | 8   | 6   | 8   | 33     | 5°      |  |
| 1998 | B198   | Playlife GC37-01 V10 | B     | 6  | Alexander Wurz       | 7   | 4   | 4   | Ret | 4   | Ret | 4   | 5   | 4   | 9   | 11  | 16† | Ret | Ret | 7   | 9   | 33     | 5°      |  |

† Completou mais de 90% da distância da corrida.